# Arivonimamo
Arivonimamo är en ort i Madagaskar.   Den ligger i regionen Itasyregionen, i den centrala delen av landet, 40 km väster om huvudstaden Antananarivo. Arivonimamo ligger 1 418 meter över havet och antalet invånare är 21 982.
Terrängen runt Arivonimamo är platt österut, men västerut är den kuperad. Terrängen runt Arivonimamo sluttar norrut. Runt Arivonimamo är det ganska tätbefolkat, med 54 invånare per kvadratkilometer. Det finns inga andra samhällen i närheten. Omgivningarna runt Arivonimamo är huvudsakligen savann.